# Real Vigo Sporting Club
El Real Vigo Sporting Club fue un club de fútbol de Vigo (Galicia, España) nacido de la fusión del Vigo Foot-ball Club y del Sporting Club en 1913. Posteriormente, el 10 de agosto de 1923 desapareció tras fusionarse con el Real Fortuna Football Club.
Se convirtió en uno de los equipos más potentes de Galicia, en cuyo campeonato regional se coronó como campeón en cinco ocasiones, antes de su fusión con el otro club más potente, el Fortuna Foot-ball Club, vencedor del Campeonato Gallego en las restantes ediciones hasta esa fecha, para formar el nuevo club de Real Vigo Sporting Club.
Entre sus jugadores históricos destacaron entre otros los hermanos Yarza (Joaquín y Manuel), que se coronaron campeones de España con el Madrid Foot-ball Club, actual Real Madrid C. F., y Manolo Gil y Otero, que fueron internacionales en 1920 en los Juegos Olímpicos de 1920 de Amberes.

## Historia

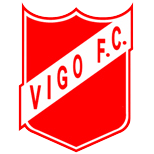
Antiguo escudo del Vigo Foot-ball Club, predecesor del Real Vigo Sporting Club.

El Vigo Foot-ball Club se fundó 1905 y se fusionó con el New Club en 1906 y con el Sporting Club (1911) en 1913 adoptando así el nombre de Vigo Sporting Club. Un año más tarde, el monarca Alfonso XIII de Borbón le otorga el título de Real, que en adelante antepone a su denominación, y añade la corona real al escudo del club. 
Desapareció en 1923 cuando se fusionó con el Real Fortuna Football Club para formar el actual Real Club Celta de Vigo y formar así un equipo gallego que fuese más competitivo y ofreciese más dificultad a los equipos vascos y, en especial, mejorar sus participaciones en la Copa de España.
Este equipo ganó cinco veces el campeonato gallego (en 1913-14, 1916-17, 1918-19, 1919-20 y 1922-23) y llegó tres veces a las semifinales de Copa del Rey.y terminó siendo subcampeón en 1908. El último partido ente los dos clubes vigueses, el Real Vigo Sporting y el Real Fortuna, fue el 11 de marzo de 1923 y el Sporting ganó el campeonato. Ramón marco el único gol del partido ganando 1-0.
A continuación se muestran las alineaciones del último campeonato conquistado por el club antes de fusionarse con el R. C. Fortuna de Vigo:
Real Vigo Sporting: Isidro; Otero, Pérez; Queralt, Hermida, Cosme; Gerardo, Ramón, Chiarroni, Tito y Pinilla.
Real Club Fortuna de Vigo: Lilo; Juanito,Luis Pasarín; Balbino, Torres, Córdoba; Reigosa, Rodríguez, Chicha, Correa y Salvador.

## Palmarés resumido
- 5 Campeonato de Galicia:

(1913-14, 1916-17, 1918-19, 1919-20 y 1922-23).